# Israel Zoller
Israel Zoller (Brodi, 1881. szeptember 17. – Róma, 1956. március 2.) római főrabbi a második világháború alatt. Élete során áttért a római katolikus vallásra.
Eredeti neve Israel Zoller, később vezetéknevét Zollira, keresztnevét pedig Eugenióra változtatta, így a következő neveket használta eredeti nevén kívül: Israel Zolli, Eugenio Zolli.
1881. szeptember 17-én született a felosztott Lengyelország területén, Brodiban (Galícia). A család jó anyagi körülmények között élt, a családfőnek selyemgyára volt. Zolli volt az ötödik gyerek, sokat tanultak, házitanítók foglalkoztak velük. A jólét nem tartott sokáig, mert az Oroszországban lévő gyárat 1888-ban elkobozták az ottani hatóságok egy idegenellenes rendelet következményeként.  A család Stanoslawowba költözött, ahol Zolli egy zsidó alapfokú iskolában tanult. Édesanyja is fontos szerepet játszott a kisfiú vallásos nevelésében.
Anyai ágról sok rabbi felmenője volt, így már igen korán foglalkoztatták komoly vallásos kérdések, erősen kötődött Isten jelenlétéhez. Egy idő után a család Lvovba költözött, ahol Bécs és Budapest után a Monarchia harmadik legnagyobb zsidó közössége élt. Itt folytatta tanulmányait és készült az egyetemi felvételire. Hogy segítse szüleit és legyen némi pénze, tanítást vállalt, amiből ő is sokat tanult. Elmélyült a történelemben és a zsidó filozófiában. Visszaemlékezéseiből tudható, hogy tanulmányai során mindig az élő Istent kereste, és visszariasztotta társainak és tanárainak filozofikus bölcselete, amelyek olyan elvontnak tűntek számára, hogy inkább eltávolítanak Istentől, minthogy közelebb vinnének. Sokat elmélkedett Izajiás könyvében említett "szenvedő szolgáról", amely Jézus ószövetségi említése a Bibliában, de erre akkor ő még nem gondolt.
Az askenázi zsidók számára a tanulmányok és a zsinagógák szorosan kötődtek egymáshoz. Zolli is itt folytatta tanulmányait, de szabad idejében gyakran kiment a városból a természetbe elmélkedni. Ilyenkor az Evangéliumot is vitte magával, gyakran olvasgatta, és megdöbbent az Ószövetség és Újszövetség közötti szemléletbeni különbségen. A régi "szemet-szemért" elv helyett a "szeresd ellenségedet is" tanítása.

## A felsőfokú tanulmányok
1904 több szempontból is fordulópontot hozott Zolli életében. Meghalt édesanyja, ami nagyon megrázta őt, és ekkor iratkozott be a bécsi egyetemre. Itt csak fél évet töltött, mert ebben az időszakban nagyon feszült lett a viszony a bécsi zsidók és az osztrákok között. A politikai viták elől Zolli Firenzébe "menekült", mert jobban vágyódott az elmélyült tanulmányokra, mint a politikai vitákra és Bécsben inkább az utóbbi uralta a közhangulatot. Firenzében 9 évig tanult, és elvégezte a rabbiképzőt, bár elég szűkösek voltak az ottani évek. Szembekerült egyik tanárával, mert nagy hangsúlyt helyeztek az aprólékos, gyakorlati vallási előírásokról való vitára.
Tanulmányait 1913-ban fejezte be, ezután Trieszt segédrabbijává nevezték ki, és feleségül vette a szintén lvovi származású Adele Litwakot, nemsokára megszületett első gyermekük, Dora.

## Politikai helyzet Triesztben 1918 után
Trieszt az első világháború után Olaszországhoz került. Mivel a korábbi főrabbi, bécsi kinevezésében bízva erősen osztrákbarát volt, Zolli pedig az olaszokkal szimpatizált, ezért a hatalomváltás után őt nevezték ki Trieszt főrabbijává. Ekkoriban a városba Kelet-Európából rengeteg zsidó érkezett, a bizonytalan politikai és polgárháborús helyzet miatt, akik magukkal hozták a cionizmus eszméjét. Zolli erősen szimpatizált velük és az Izrael megalapításának gondolatával, de őt mindig az vezérelte, hogy ez az állam egy spirituális központ legyen, nem egy újabb nacionalista mozgalmat akart segíteni.
Zolli 1918-1938 között töltötte be a főrabbi helyét Triesztben, de közben a Padovai Egyetem professzora is volt, segítette a zsidó menekülteket és a bécsi újságok számára is írt német nyelvű cikkeket.

## Zolli élete Triesztben
Családi életében tragédia következett be, Dora születése után, nemsokára meghalt első felesége, de három év múlva újra megnősült, egyik tanártársa lányát Emma Majonicát vette el, tőle született második gyermeke, Miriam. Egyes visszaemlékezések szerint, nagyon szerette a családját, sokat foglalkozott velük, de nemcsak a lányok tanulmányaival, hanem a mindennapi családi életben is részt vett. Tanárként is nagyon szerették, katolikus papnövendékek is rajongtak az előadásaiért. Feljegyezték igazságszeretetét és idegenkedését minden uralomvágytól és fanatizmustól, és a cionizmus szűk látókörű és kirekesztő formáitól.
Közben elmélyült a szent zsidó könyvek és írások olvasásában, de sokat olvasta az Újszövetséget is. Több misztikus élménye is volt 1937-38-ban.
1938-ban készült el fő műve, az Il Nazareno, amelyben Zolli hitbéli és szellemi fejlődésének fordulópontja. Ebben a művében az Ószövetség fényében kutatja Jézus tanítását, összehasonlítva a rabbinikus, talmudi hagyományokkal. Fő szempontjai az ószövetségi utalások a Messiásra, és Jézus tanítása, hogyan teljesíti be a korai zsidó jövendöléseket a Megváltóról. Trieszti főrabbiként már felismeri Jézus istenségét.
Zolli azt mondta könyvéről: "Il Nazareno című könyvem a kereszténység dicsőségét hirdeti". Ugyanúgy mint a szintén zsidó Henri Bergson, felismeri, hogy a kereszténység a judaizmus folytatása, a két vallás kiegészíti egymást. De az 1930-as évek végén már kevesen foglalkoztak Európában ezzel a könyvvel, sokkal jobban érdekelte a közvéleményt a közeledő háború és a szomorú antiszemita megnyilvánulások.

## Politikai helyzet Olaszországban
Zolli erőteljesen segítette a Triesztbe menekült zsidókat, vízumot és útlevelet szerzett nekik, mindenkin segített politikai, világnézeti vagy vallási helyzetüktől függetlenül.
Mussolini nem különösen kedvelte a zsidókat, de ellenszenvvel nézte a németországi üldözéseket. Nem volt túl sok érzéke a vallási kultúrák iránt, a zsidókkal viszont nem akart szakítani, főleg politikai okok miatt: meg akarta tartani a befolyásos pénzvilág barátságát. Viszont, ahogy erősödött a náci Németország, úgy vált egyre szorosabbá a két ország viszonya és úgy vált egyre alárendeltebbé az olaszok helyzete. Így tudták rájuk kényszeríteni az 1938-as faji törvényeket, amelyet XII. Pius pápa élesen ellenzett. Zolli életére közvetlen hatással is volt: keresztnevét olaszosítani kellett, így lett belőle Italo Zolli.
Zolli mindent megtett a maga részéről az antiszemitizmus ellen: a szószéken elítélte a náci Németország ideológiáját és gyakorlatát, Triesztben pedig megakadályozott antiszemita előadássorozatokat. Tevékenységének következményeként megfosztották olasz állampolgárságától.

## Római évek
1940-ben Zollinak felajánlották a római főrabbi tisztségét és az ottani rabbiképző rektori székét. Folytatta a kötelességeit, de közben segítette zsidó társait, munkalehetőségeket keresett azoknak akik az antiszemita törvények miatt vesztették el állásukat.
Rómában a Vatikán és az olaszok viszonylagos védelmét élvezték a zsidók, de minden megváltozott amikor a fasiszta rendszer összeomlott 1942-43-ban és Rómát megszállták a németek. Zolli egy katolikus barátjától, aki bejáratos volt a német nagykövetségre, folyamatosan tájékozódott a németek következő lépéseiről.
A római zsidók között kétféle nézett volt a németek bevonulásáról: egyesek szerint nem merik bántani a helyi közösséget, de a másik csoport - akikhez Zolli is tartozott - ebben nem volt biztos. Zolli el is hagyta a gettót közvetlenül a németek bevonulása előtt, és a családjával bujkálni kezdett.
Himmler mindenképp le akart számolni az ottan zsidókkal, ezért a római SS parancsnokot, Herbert Kappler alezredest utasította, hogy gyűjtse őket össze és küldje Németországba. Kappler ezt a helyzetet arra használta fel, hogy megzsarolja Róma zsidó vezetőit, hogy 50 kilogramm aranyat gyűjtsenek össze, ellenkező esetben deportálnak 300 embert, akiket egy listán írtak össze.
A zsidók csak 35 kg aranyat tudtak összeszedni, ezért egy katolikus orvos becsempészte Zollit a Vatikánba, ahol beszélt a bíborosokkal, és Luigi Maglione nemsokára beszélt is XII. Piusz pápával ez ügyben. Azonnal elkezdték gyűjteni a hiányzó aranyat, de közben már folyt az adakozás a katolikus plébániákon, így hamarosan összegyűlt a hiányzó mennyiség is.
Himmler nem örült ennek, és a váltságdíj ellenére elkezdte előkészíteni a zsidók deportálását Rómából. A Vatikán titokban figyelmeztette Zolliékat és a háttérben elkezdte a zsidók mentését.
Zolli a következő kilenc hónapban bujkálni kényszerült, általában katolikus családoknál. Az ő fejére hatalmas vérdíjat tűzött ki a Gestapo, miközben országszerte deportálták a zsidókat, és sorra ölték meg a nagyvárosok rabbijait (Genova, Modena, Bologna). Eközben ő utasításba adta, hogy a zsidók ne gyűljenek össze, mindenki otthon imádkozzon, ne legyen vallásos temetés, hogy minél rejtőzködőbb életet éljenek.
Mind XI. Piusz pápa, mind XII. Piusz pápa pápa mélyen elítélte a fasiszta fajelméletet és az antiszemitizmust. XI. Piusz ezt mondta belga zarándokok előtt: "Jól jegyezzék meg, hogy a katolikus mise szövege szerint Ábrahám a mi atyánk és patriarchánk. Az antiszemitizmus összeegyezhetetlen ezzel a tanítással. Olyan mozgalomról van szó amelyhez egyetlen keresztény sem csatlakozhat. Nem és nem, ismétlem, lehetetlen, hogy keresztényeknek bármi közük legyen az antiszemitizmushoz."
XII. Piusz még a világháború kitörése előtt, egy hónappal a trónra lépése után 1939 márciusában határozatban ítélte el a fasiszta kormányzatot. Folyamatosan küzdött a hatóságokkal a zsidók jogaiért. Ahogy előrehaladt a háború és a németek egyre több országot szálltak meg, úgy kellett egyre óvatosabban fogalmazni. A nácik már zsidó és katolikus túszokat tartottak fogva, Hollandiában a katolikus egyház zsidók melletti kiállása vérengzéshez vezetett. Érthető, hogy a pápa nagyon óvatos lett a nyilvános megszólalásaiban, de a háttérben folytatódott az emberek mentése. Az országban a pápa utasítására megnyitották a szent helyeket, ahol zsidó családokat bújtattak. Zolli ír olyan kolostorról, ahol a szerzetesnők átadták szobáikat, ők pedig a pincében aludtak. A Vatikán tiltakozására, felfüggesztették a zsidók tömeges deportálását is Rómából. 1944 nyarán az amerikaiak bevonultak az Örök Városba. Mindenki örült neki, és a pápát is mint a város védelmezőjét éltették, a zsidók pedig a világ minden tájáról, mint a zsidók védelmezőjét üdvözölték. Pinchas Lapide zsidó teológus ezt írta: "A katolikus egyház több zsidó életét mentette meg a háború folyamán, mint a többi egyház, vallási intézmény és a különböző szervezetek együttvéve."
Az üldöztetések alatt Zolli és más zsidó vezetők között feszültség támadt, ezért a főrabbit titokban 1944 februárjában felfüggesztették állásából. Amikor az amerikaiak bevonultak, már tájékozódtak a helyi ügyekről, ezért megkérték Zollit, hogy újra töltse be a főrabbi tisztét. Nagyon jól tudták, hogy a két elnök, Almansi és Foa, akik elérték Zolli leváltását, kollaboráns volt, és egy megbízható embert akartak a helyi zsidóság vezetőjének. Zolli visszautasított minden tisztséget, a meglévőkről is lemondott és sok-sok ima és elmélkedés után 1945. február 13-án Rómában megkeresztelkedett, felvette a katolikus hitet, és a keresztségben az Eugenio nevet választotta XII. Piusz iránti tiszteletből, hálát érezve, hogy annyi zsidót mentett meg.
Zollit társai folyamatosan bírálták, már az üldözések alatt is, mondván, hogy ő idegen Rómában, megvontak tőle minden anyagi támogatást és ezért nagy szegénységben élt. A megkeresztelkedését is sokan nem nézték jó szemmel. Egy kortársa írta: "Ha zsidó maradt volna, minden kívánsága teljesül. Jól tudom, mi mindent ajánlottak fel neki a római és amerikai zsidók, ha eláll a szándékától. Ő mégis mindent elutasított, és készült a keresztségre".
Megkeresztelkedése után és miután látták, hogy nem tudják visszakényszeríteni a zsidó közösségbe, valóságos rágalomözön indult ellene a lehetséges minden fórumon. Telefonon, levelekben sértések, gúnyolódások és fenyegetések özöne árasztotta el. "A római hitközség többnapos böjtöt rendelt el, hogy engeszteljen Zolli hitehagyása miatt, tagjai gyászruhát öltöttek, mintha a rabbi meghalt volna, ugyanakkor mesumadnak nevezték, vagyis aposztatának, akit Isten megvert, és kiközösített". Zolli rágalmazása a mai napig is folyik világszerte.
Őt mindez nem érdekelte, sőt szeretett volna békében élni mindenkivel. Nagyon szerényen élt, munkát kellett keresnie és a Pápai Biblikus Intézet tanára lett. Feljegyezték, hogy protestánsok is megkeresték, pénzt és egyetemi tanári állást ajánlottak neki, ha igazolja, hogy a pápai primátus nem igaz, de ő épp annak alátámasztására írt könyvet, és visszautasított mindenféle anyagi vagy világi hasznot.
Minden reggel misén vett részt, héberül olvasta a Bibliát, sokat imádkozott. Egyszer megkérdezték miért hagyta ott a zsidó vallást, erre ő ezt felelte: "Nem hagytam ott semmit. A kereszténység a Zsinagóga beteljesedése. A Zsinagóga ígéret volt, és a kereszténység az ígéret beteljesedése. A Zsinagóga jelezte az utat a kereszténység számára: a kereszténység előfeltétele a Zsinagóga. Látják, egyik sem létezhet a másik  nélkül. Az élő kereszténységre tértem meg."
Élete hátralévő részében tanított, könyveket írt és előadásokat tartott. Sokat tett a keresztények és zsidók közeledéséért.
1956. március 2-án halt meg tüdőgyulladásban. A Campo Verano temetőben helyezték örök nyugalomra, sírján ez a felirat látható: Domino morimur, Domini sumus, azaz: Az Úrnak halunk meg, az Úréi vagyunk.